# Allan Calhamer
Allan Calhamer, Allan Brian Calhamer, född 7 december 1931 i Hinsdale, Illinois, död 25 februari 2013 i La Grange, Illinois, var en amerikansk brädspelskonstruktör, och mannen bakom Diplomacy. Han skrev även en bok om detta spel.